# Autostrada A1 (Litwa)
Autostrada A1 (lit. Automagistralė A1) – autostrada na Litwie o długości 196 km. Fragment magistrali A1 relacji Wilno – Kowno – Kłajpeda. Droga obecnie status autostrady posiada na odcinku z Kowna do Kłajpedy. Planowana jest przebudowa odcinka łączącego Kowno ze stolicą kraju, po zakończeniu której cała arteria stałaby się autostradą.

## Trasy europejskie
Droga pokrywa się z przebiegiem dwóch tras europejskich.
| Trasa europejska | Odcinek                 |
| ---------------- | ----------------------- |
| E67              | Kowno – Sitkūnai        |
| E85              | na całej długości trasy |

## Opłaty[1]
Przejazd autostradą A1 jest płatny dla autobusów oraz samochodów ciężarowych. Opłatę uiszcza się w postaci wykupienia odpowiedniej winiety.

## Miejscowości znajdujące się przy autostradzie A1
- Kowno
- Żyżmory
- Kryžkalnis
- Kłajpeda
- Kalnujai